# Dent de la Rancune
Pour les articles homonymes, voir Rancune (homonymie).
La dent de la Rancune est un dyke très proéminent qui se dresse dans la réserve naturelle nationale de la vallée de Chaudefour dans le département du Puy-de-Dôme et qui culmine à 1 493 mètres d'altitude. C'est un site d'escalade qui offre 40 voies cotées jusqu'à 8a+ (« voie Gérard Russier »).

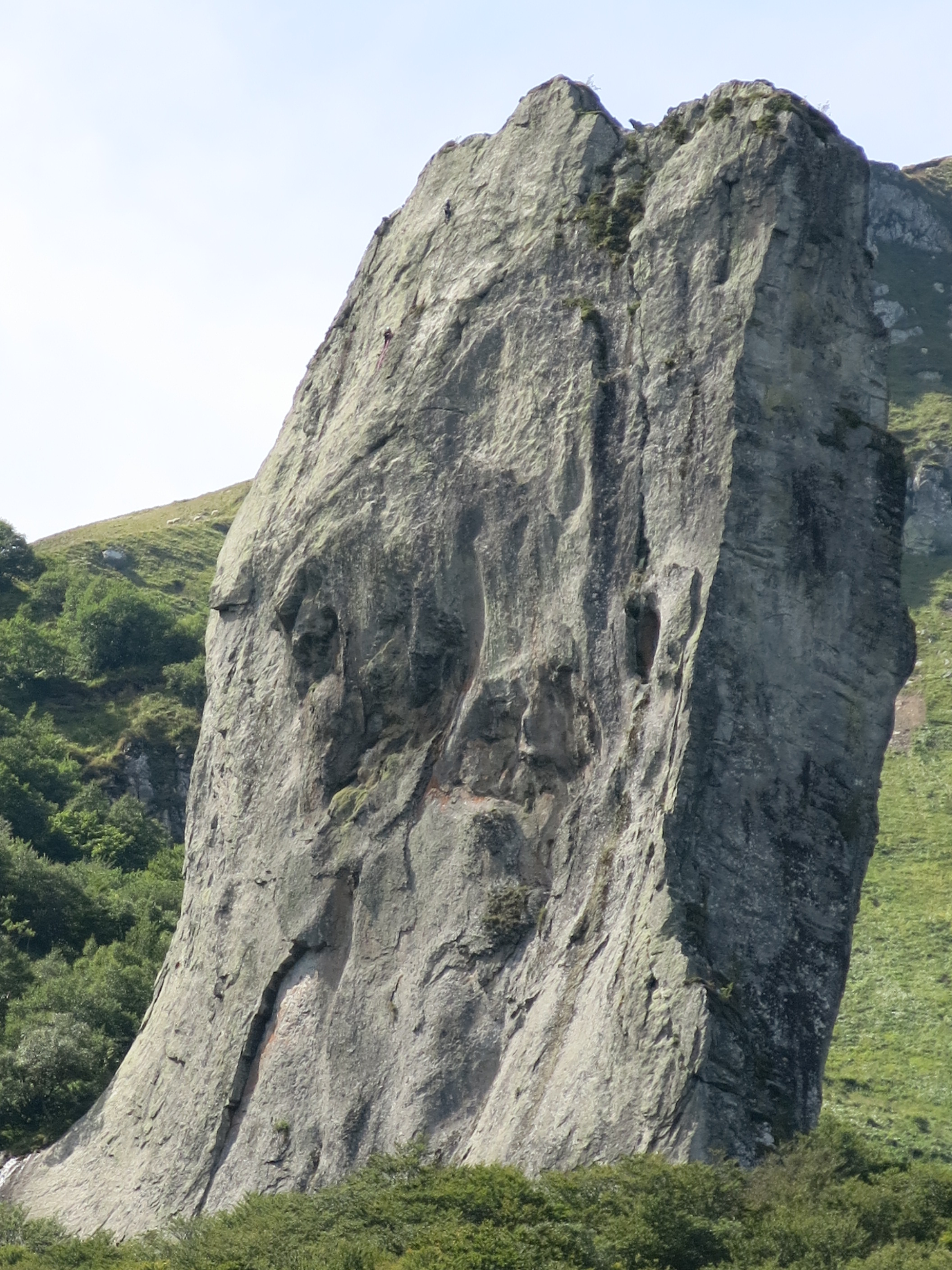
La dent de la Rancune vue de profil.

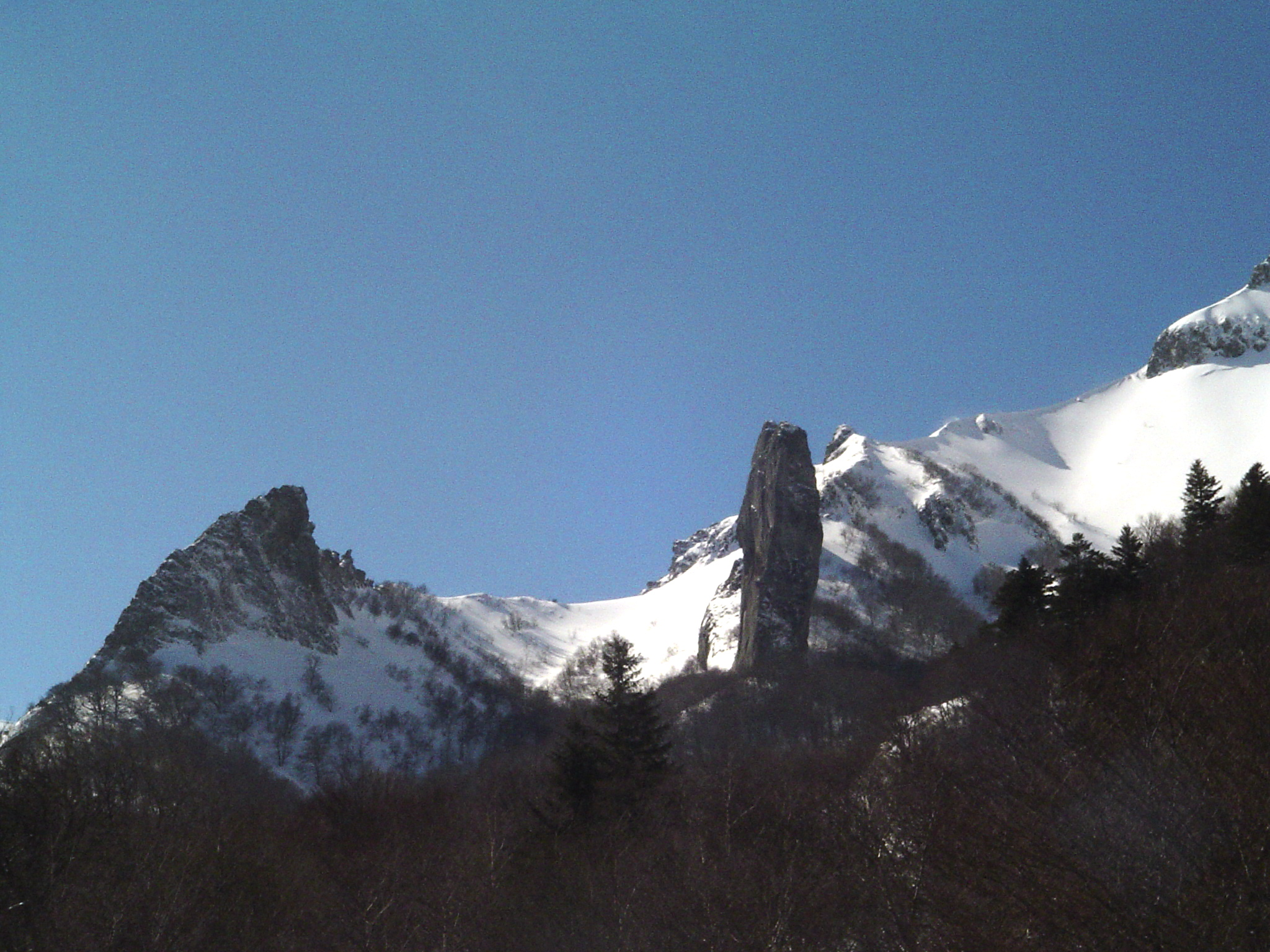
La crête de Coq (à gauche) et la dent de la Rancune (à droite).

## Géologie
Apparue il y a 330 000 ans, la dent de la Rancune est une colonne de lave (ancien conduit d'alimentation en magma) déchaussée par l'érosion et qui donne un relief en forme de mur. Elle se présente comme une lame de roches magmatiques épaisse de quelques mètres à quelques dizaines de mètres.

## Escalade
La dent de la Rancune se présente comme une lame qui déverse vers le nord. De ce fait, la face nord est entièrement surplombante. De manière générale les voies sont difficiles et même la voie normale, ouverte en 1942, présente un passage de degré 6a. La période privilégiée s'étend de mai à octobre mais l'orientation sud de la majorité des voies permet de rallonger la saison d'escalade.
Les voies, dont les plus hautes dépassent la centaine de mètres, sont réparties en cinq secteurs :
- face ouest : 4 voies ;
- face sud : 22 voies ;
- socle : 6 voies ;
- face est : 2 voies ;
- face nord : 6 voies[2].

Longueur des voies :
- hauteur minimale : 80 m ;
- hauteur maximale : 130 m ;
- longueur totale des voies : 3 500 m[3].